# 24 Hours of Daytona 2006
24 Hours of Daytona 2006 – 24-godzinny wyścig samochodowy na torze Daytona International Speedway w miejscowości Daytona Beach na Florydzie. Zawody odbyły się w dniach 28–29 stycznia 2006.

## Wyniki zawodów
| Poz.   | Klasa | Nr | Drużyna                                    | Kierowcy                                                                         | Okrążeń |
| ------ | ----- | -- | ------------------------------------------ | -------------------------------------------------------------------------------- | ------- |
| 1      | DP    | 02 | Target Chip Ganassi Racing i Felix Sabates | Scott Dixon Dan Wheldon Casey Mears                                              | 734     |
| 2      | DP    | 60 | Michael Shank Racing                       | Oswaldo Negri Jr. Mark Patterson A.J. Allmendinger Justin Wilson                 | 733     |
| 3      | DP    | 23 | Alex Job Racing/Emory Motorsports          | Patrick Long Mike Rockenfeller Lucas Luhr                                        | 731     |
| 4      | DP    | 58 | Red Bull/Brumos Porsche                    | David Donohue Darren Law Sascha Maassen                                          | 730     |
| 5      | DP    | 75 | Krohn Racing                               | Tracy Krohn Niclas Jönsson Jörg Bergmeister Colin Braun                          | 717     |
| 6      | DP    | 19 | Playboy/Uniden Racing                      | Memo Gidley Michael McDowell Alex Barron                                         | 716     |
| 7      | DP    | 77 | Feeds The Need/Doran Racing                | Forest Barber Terry Borcheller Michel Jourdain Jr. Harrison Brix                 | 703     |
| 8      | DP    | 7  | CITGO Racing by SAMAX                      | Dario Franchitti Milka Duno Marino Franchitti Kevin McGarrity                    | 695     |
| 9      | GT    | 36 | TPC Racing                                 | Randy Pobst Spencer Pumpelly Michael Levitas Ian Baas                            | 691     |
| 10     | GT    | 65 | TRG                                        | Andy Lally Marc Bunting Richard Valentine Johnny O’Connell                       | 688     |
| 11     | DP    | 28 | Finlay Motorsports                         | Michael Valiante Rob Finlay Bryan Herta Buddy Rice                               | 684     |
| 12     | GT    | 82 | Farnbacher Racing/Farnbacher Loles         | Dirk Werner Dieter Quester Philipp Peter Luca Riccitelli                         | 683     |
| 13     | GT    | 66 | TRG                                        | Stéphane Ortelli Robert Nearn Cyrille Sauvage Steve Johnson                      | 678     |
| 14     | DP    | 16 | Howard-Boss Motorsports                    | Chris Dyson Rob Dyson Oliver Gavin Guy Smith                                     | 675     |
| 15     | GT    | 83 | Farnbacher Loles/Orbit Racing              | Dominik Farnbacher Mike Fitzgerald Pierre Ehret Marc Basseng                     | 671     |
| 16     | GT    | 72 | Tafel Racing                               | Wolf Henzler Robin Liddell Johannes van Overbeek Graham Rahal                    | 670     |
| 17 DNF | DP    | 39 | Cheever Racing                             | Christian Fittipaldi Eddie Cheever Patrick Carpentier                            | 669     |
| 18     | GT    | 17 | SAMAX                                      | Johnny Mowlem Lance Arnold Bryan Sellers David Shep Jan Seyffarth                | 663     |
| 19     | GT    | 00 | TZ Motorsports                             | Ron Zitza James Thomason Jr. Tim Lewis Jr. Kevin Wheeler                         | 655     |
| 20     | GT    | 41 | Team Sahlen                                | Wayne Nonnamaker Joe Nonnamaker Will Nonnamaker Victor Gonzalez Jr.              | 653     |
| 21     | GT    | 22 | Fiorano Racing                             | Jean-Francois Dumoulin Nick Longhi Emil Assentato Lonnie Pechnik Jep Thornton    | 651     |
| 22     | DP    | 51 | Cheever Racing                             | Stefan Johansson Warren Hughes Thomas Erdos                                      | 645     |
| 23     | GT    | 93 | TPC Racing                                 | Tony Ave Rob Stewart Dave Stewart Bob Gilbert Gary Stewart                       | 636     |
| 24     | DP    | 99 | GAINSCO/Blackhawk Racing                   | Alex Gurney Bob Stallings Jimmy Vasser Rocky Moran Jr.                           | 635     |
| 25     | GT    | 74 | Tafel Racing                               | Andrew Davis Charles Espenlaub Eric Lux Jim Tafel Michael Cawley                 | 634     |
| 26     | GT    | 64 | TRG                                        | Paul Edwards Kelly Collins Andy Pilgrim Jan Magnussen                            | 633     |
| 27     | GT    | 67 | TRG                                        | Patrick Flanagan Bohdan Kroczek Bill Keith Marc Bullock                          | 625     |
| 28     | GT    | 46 | Michael Baughman Racing                    | Ray Mason Michael Baughman John Connolly Frank Del Vecchio Bryan Collyer         | 623     |
| 29     | DP    | 40 | Derhaag Motorsports                        | Ron Fellows Randy Ruhlman Chris Bingham Justin Bell                              | 620     |
| 30     | DP    | 4  | Howard-Boss Motorsports                    | Andy Wallace Butch Leitzinger Tony Stewart                                       | 593     |
| 31     | GT    | 05 | Sigalsport BMW                             | Bill Auberlen Matthew Alhadeff Tommy Milner Justin Marks Gene Sigal              | 592     |
| 32     | GT    | 81 | Synergy Racing                             | John Pew Steve Marshall Hal Prewitt Danny Marshall Ben McCrackin                 | 589     |
| 33     | GT    | 06 | Banner Racing                              | Tommy Archer Leighton Reese Russ Oasis Dino Crescentini                          | 589     |
| 34 DNF | DP    | 5  | Essex Racing                               | Duncan Dayton Rick Knoop Brian DeVries Jim Matthews James Gue                    | 585     |
| 35 DNF | DP    | 09 | Spirit of Daytona Racing                   | Bobby Labonte Doug Goad Harold Primat Larry Oberto                               | 572     |
| 36 DNF | DP    | 59 | Brumos Porsche                             | J.C. France João Barbosa Ted Christopher Hurley Haywood                          | 559     |
| 37     | GT    | 68 | TRG                                        | Jim Pace Revere Greist Jim Lowe                                                  | 555     |
| 38     | DP    | 3  | Southard Motorsports                       | Shane Lewis Kris Szekeres Randy LaJoie Tony Burgess                              | 548     |
| 39 DNF | DP    | 01 | CompUSA Chip Ganassi i Felix Sabates       | Scott Pruett Luis Díaz Max Papis                                                 | 510     |
| 40     | GT    | 87 | Synergy Racing                             | Dave Gaylord Wes Hill Ken Hill Will Diefenbach                                   | 503     |
| 41     | GT    | 43 | Team Sahlen                                | Wes Allen Eddie Hennessy Jim Michaelian Manuel Matos Wayne Nonnamaker            | 435     |
| 42 DNF | DP    | 11 | Tuttle Team Racing                         | Brian Tuttle Kyle Petty Boris Said                                               | 415     |
| 43 DNF | DP    | 84 | Robinson Racing                            | Wally Dallenbach Jr. George Robinson Paul Dallenbach Darin Brassfield            | 413     |
| 44 DNF | DP    | 89 | Pacific Coast Motorsports                  | Ryan Dalziel Jon Fogarty Alex Figge David Empringham                             | 301     |
| 45     | GT    | 80 | Synergy Racing                             | David Murry Leh Keen Craig Stanton Xavier Pompidou                               | 299     |
| 46 DNF | GT    | 69 | TRG                                        | Josh Vargo Jake Vargo Mark Herrington Brady Refenning                            | 287     |
| 47 DNF | GT    | 70 | Speedsource                                | Sylvain Tremblay David Haskell Jeff Altenburg Nick Ham                           | 284     |
| 48 DNF | GT    | 71 | SAMAX/Doncaster Racing                     | David Lacey Brent Martini Greg Wilkins Mark Wilkins Johnny Mowlem                | 278     |
| 49 DNF | GT    | 57 | Stevenson Motorsports                      | Vic Rice Tommy Riggins John Stevenson Spencer Trenery Dominic Cicero II          | 278     |
| 50 DNF | DP    | 2  | Howard-Boss Motorsports                    | Jan Lammers Danica Patrick Allan McNish Rusty Wallace                            | 273     |
| 51 DNF | DP    | 8  | Synergy Racing                             | Brian Frisselle Burt Frisselle Clint Field Patrick Huisman                       | 206     |
| 52 DNF | DP    | 12 | Lowe's Fernández Racing                    | Adrian Fernández Mário Haberfeld Scott Sharp                                     | 187     |
| 53 DNF | GT    | 48 | WTF Engineering                            | Toni Seiler Robert Dubler Hans Hauser Michael DeFontes Kurt Thiel                | 174     |
| 54 DNF | DP    | 6  | Graydon Elliott Fusion Racing i MSR        | Paul Tracy Paul Mears Jr. Mike Borkowski Ken Wilden                              | 168     |
| 55 DNF | GT    | 21 | Matt Connolly Motorsports                  | Gerald Van Uitert Matt Connolly Carlos de Quesada Rick Sutherland Tom Sutherland | 159     |
| 56 DNF | DP    | 78 | Doran Racing                               | B.J. Zacharias Sébastien Bourdais Raúl Boesel                                    | 156     |
| 57 DNF | DP    | 10 | SunTrust Racing                            | Wayne Taylor Emmanuel Collard Max Angelelli Ryan Briscoe                         | 123     |
| 58 DNF | GT    | 52 | Mastercar                                  | Constantino Bertuzzi Luis Monzón Bo McCormick Philipp Baron                      | 118     |
| 59 DNF | GT    | 15 | Autometrics Motorsports                    | Cory Friedman Patrick Small Mac McGehee Bill Martin Tony Herring                 | 104     |
| 60 DNF | GT    | 55 | ASC Motorsports                            | Zach Arnold John Miller Eric Koselke Jay Poscente Mark Montgomery                | 103     |
| 61 DNF | GT    | 24 | Matt Connolly Motorsports                  | Brian O’Shaughnessy Bill Cotter Tom Malloy Jacob Shalit Billy Johnson            | 101     |
| 62 DNF | GT    | 63 | Team Spencer Motorsports                   | Dennis Spencer Scott Spencer Roger Mandeville Rich Grupp Gary Drummond           | 101     |
| 63 DNF | GT    | 08 | Goldin Brothers Racing                     | Steve Goldin Keith Goldin Scott Finlay Scott Richards Kurt Thiel                 | 48      |
| 64 DNF | GT    | 04 | Sigalsport BMW                             | Gene Sigal Peter MacLeod Miroslav Konôpka Blake Rosser                           | 34      |
| 65 DNF | GT    | 86 | Synergy Racing                             | Don Kitch Chris Pennington Don Gagne Chris Pallis                                | 17      |
| 66 DNF | DP    | 50 | Blackforest Motorsports                    | Henry Zogaib Ian James Tom Nastasi Chris Gleason                                 | 5       |